# Cornelia Sideri
Cornelia Sideri   (Bucarest, 29 de desembre de 1938 - 11 de novembre de 2017) és una piragüista romanesa, especialista en aigües tranquil·les, que va competir durant la dècada de 1960.
El 1964 va prendre part en els Jocs Olímpics d'Estiu de Tòquio, on guanyà una medalla de bronze en el K-2, 500 metres del programa de piragüisme., Formà parella amb Hilde Lauer i finalitzà rere els equips d'Alemanya i els Estats Units.